# Big Beach Boutique II - The Movie
Big Beach Boutique II: The Movie, es la grabación del anterior y primer concierto en vivo de Fatboy Slim en Brighton Beach. Fue realizado en el año 2002, y se encuentra disponible en los formatos DVD, CD y VHS.
Entre las canciones mezcladas en el concierto están Superstylin' de Groove Armada, It Just Won't Do de Tim Deluxe, 77 Strings de Kurtis Matronik y Sexiest Man in Jamaica de Mint Royale.
La película también incluye escenas inéditas de Fatboy Slim después del concierto y algunas entrevistas.

## Enlaces
Ficha en Discogs
- Datos: Q4905049